# Карлайл, Джеймс
Джеймс Карлайл (англ. James Carlisle; род. 5 августа 1937, Боландс) — государственный и политический деятель Антигуа и Барбуды. Бывший генерал-губернатор страны, выбранный премьер-министром Виром Бердом в 1991 году и работавший до июня 2007 года. Награждён орденом Святых Михаила и Георгия.

## Биография
Родился 5 августа 1937 года в деревне Боландс на Антигуа. Получил начальное образование в государственной школе Боландса, а затем переехал в Великобританию, чтобы продолжить свое образование в Лондонском городском университете. Затем получил степень бакалавра стоматологии в Университете Данди. По возвращении на Антигуа и Барбуду в 1981 году занялся частной практикой. В 1991 году окончил Американскую школу лазерной стоматологии. Практиковал как врач на Антигуа и Барбуде и в Великобритании.
Является адвентистом седьмого дня. Таким образом, не выполнял официальных обязанностей в субботу и не подавал алкоголь гостям на официальных мероприятиях. По его собственному признанию, это было источником некоторых разногласий.